# Josef Kalisz I
Josef Kalisz dla odróżnienia określany czasami jako pierwszy (zm. 27 stycznia 1936) – rabin, trzeci cadyk chasydzkiej dynastii Amszynow. Syn cadyka Menachema Kalisza, wnuk Jaakowa Dawida Kalisza i prawnuk Icchaka Kalisza z Warki. Został cadykiem po śmierci swego ojca.
Josef Kalisz został pochowany w ohelu wraz ze swym ojcem na cmentarzu żydowskim przy ulicy Okopowej w Warszawie (kwatera 47, rząd 10).